# Здравоохранение в Армении
Здравоохранение в Армении:

Медицинская помощь, обслуживание — оказание населению профилактической, лечебной, лекарственной помощи, проведение диагностических исследований, реабилитационного лечения, медицинской экспертизы, оказание услуг парамедицинского и других услуг нелечебного характера— ЗАКОН РЕСПУБЛИКИ АРМЕНИЯ О МЕДИЦИНСКОЙ ПОМОЩИ, ОБСЛУЖИВАНИИ НАСЕЛЕНИЯ.ГЛАВА  1.СТАТЬЯ 1.ПУНКТ 1.

## Состояние на момент распада СССР
В годы советской власти система здравоохранения Армении была одной из самых лучших среди всех союзных республик. В её рамках оказывалась полная медицинская помощь. С тех пор система раскололась на фрагменты в условиях частично свободного рынка, и сегодня она не в состоянии оказывать помощь большинству людей. Из-за многочисленных дорогих больничных вмешательств, поглощающих более 50 % национального бюджета здравоохранения, система здравоохранения Армении оказывает ограниченную помощь на уровне местных сообществ, а в сельских районах таковая зачастую отсутствует.
Правительство Армении делает попытки исправить сложившееся положение, в основном, посредством проведения реформ первичной медико-санитарной помощи с акцентом на профилактическую помощь и ведение хронических болезней. 

Несмотря на усилия в области первичной медико-санитарной помощи, необходимы новые улучшения в системе здравоохранения— Ара Баблоян - министр здравоохранения Армении в 1991-1997 годах, о состоянии здравоохранения
Он также считает, что необходимо пересмотреть и расширить определение первичной медико-санитарной помощи и диапазон оказываемых в её рамках услуг.

### Реформы после распада Советского Союза
После распада Советского Союза система здравоохранения в Армении была в плачевном состоянии, как и впрочем на всём постсоветском пространстве.
Чётко выстроенная система, где каждая часть чётко выполняла свою работу, оказалась в бурном потоке безвластия, а затем стихийного рынка и вынуждена была выживать сама и обеспечивать выживание населения.
В Армении экономические, политические и социальные преобразования в отличие от бывших республик СССР осуществлялись в уникальных в своем роде условиях транспортной и энергетической блокады и последствий катастрофического землетрясения. И даже в этих сложных условиях была глубокая убежденность в неизбежности и необходимости реформ.
Факторы вызывающие необходимость реформирования системы: 
- несоответствие юридической и законодательной базы здравоохранения политическим, социальным и экономическим преобразованиям в республике. Вся эта база соответствовала советской идеологии и вошла в противоречие с происходящими явлениями;
- централизация управления;
- централизованное государственное бюджетное финансирование по остаточному принципу;
- неудовлетворительный уровень профессиональной подготовки медицинского персонала;
- диспропорции и неэффективность использования сети медицинских учреждений и кадрового потенциала;
- централизация материально-технической базы и фармацевтического снабжения;
- отсутствие эффективных и действенных механизмов контроля. Задачи и основные направления программы реформирования системы здравоохранения:
- децентрализация управления здравоохранением;
- реформа принципов и форм финансирования здравоохранения;
- предоставление медицинским учреждениям статуса самостоятельного субъекта;
- внедрение системы лицензирования медицинских учреждений;
- оптимизация и повышение эффективности функционирования медицинской помощи;
- упорядочение и регламентация процесса приватизации медицинских учреждений. Реформа в сфере финансирования:
- переход от принципов финансирования по остаточному признаку на рыночную систему финансирования;
- финансирование в соответствии с качеством и количеством медицинских услуг;
- внедрение различных путей и источников финансирования, которые бы включали бюджет, добровольное и обязательное медицинское страхование, платные услуги, спонсорство, гуманитарную помощь, помощь международных организаций, кредит Всемирного банка;
- создание специального органа Министерства здравоохранения — Государственного агентства здравоохранения (ГАЗ) — для финансирования целевых программ и размещения государственного заказа в медицинских учреждениях. Процессу реформирования здравоохранения в Армении способствовал принятый закон о новом административно-территориальном устройстве республики, который вместо большого числа мелких районов всю республику разделил на 11 крупных регионов — марзы.

Региональная администрация и её служба здравоохранения получили реальную возможность руководить и решать свои проблемы самостоятельно на местах. Первая статья Конституции Армении декларирует Республику Армения как социальное и правовое государство. Термин «социальное государство» включает в себя заботу государства о социальных нуждах населения. В условиях ограниченных финансовых возможностей государства большое значение приобретает рациональное использование финансовых средств, особенно в аспекте социальной защищенности населения. В связи с этим министерство разработало перечень форм медицинской помощи, которые оплачиваются государством и предоставляются населению бесплатно, либо только частично оплачиваются населением. С другой стороны, чтобы направить силы и средства на решение наиболее актуальных задач, связанных со здоровьем населения, был использован программно-целевой подход к работе с концентрацией сил и средств на наиболее важнейших приоритетах здравоохранения и здоровья. В 1996 году было принято решение правительства создать специальный орган — Государственное агентство здравоохранения Республики Армения, которое должно было обеспечить пациентам свободный выбор врача и медицинского учреждения.

## Нынешнее состояние
В рамках кредитной программы ВБ в Армении были созданы 2 кафедры подготовки семейных врачей — в Национальном институте здравоохранения и в Ереванском государственном медицинском университете, а на базе поликлиники № 17 г.Еревана создан центр по обучению практическим навыкам семейных врачей. В настоящее время осуществляется дальнейшая разработка организации первичной медицинской помощи по принципу общей семейной пратики: прорабатываются правовые, организационные, финансовые вопросы, научно-методическое сопровождение проводимой реформы. С 2007 года осуществляется практика свободного выбора врача, первичной медицинской помощи (пока в Армении наряду с семейными врачами продолжают работать участковые терапевты и педиатры), поскольку ещё на сегодняшний день институт семейного врача полностью не сформирован. Семейные врачи в основном работают в сельских амбулаториях марзов, где население особо нуждается в них.
Жители городов по своему усмотрению могут выбрать либо семейного врача, либо участкового терапевта и участкового педиатра для детей. В результате реформы первичного звена в здравоохранении должен сформироваться врач нового типа. В последние годы отмечается значительное повышение бюджета страны, и государства в 2006 году взяло на себя ответственность за социальную сферу здравоохранения и ввело бесплатную медицинскую помощь населению в первичном звене здравоохранения (поликлиниках, амбулаториях). До 2006 года в первичном звене здравоохранения обслуживание узкими специалистами (кроме участковых терапевтов и педиатров) было платным. Платными также были лабораторно-диагностические исследования. Однако обслуживание определенных групп социально незащищенных слоев населения, а также больных с социальными заболеваниями, находящихся на диспансерном учете, проводилось бесплатно. Концепция Минздрава Армении в области реформ предусматривает улучшение обслуживания здорового населения именно первичным звеном. Необходимо было вернуть доверие людей к врачам, вернуть людей в поликлиники.

## ВИЧ
Регистрация случаев инфицирования вирусом иммунодефицита человека в Армении началась в 1988 г. Всего по состоянию на 31 июля 2019 г. в стране было зарегистрировано 3583 случая ВИЧ-инфекции среди граждан Армении, из которых 429 — в течение 2018 года. В общей структуре зарегистрированных случаев преобладают лица мужского пола (69%). Чуть больше половины (51%) ВИЧ-инфицированных на момент постановки диагноза относятся к возрастной группе 25-39 лет. Основными путями передачи ВИЧ-инфекции в стране являются гетеросексуальные контакты (72%) и потребление инъекционных наркотиков (20%). В 4.4% случаев отмечается передачa ВИЧ-инфекции через гомосексуальные контакты.

## Фармацевтика
Население обеспечивают лекарствами аптеки.
Для занятия фармацевтической деятельностью в РА нужно иметь высшее и среднее специальное образование,А также лицензию. Лицензию на фармацевтическую деятельность выдает и лишает лицензии уполномоченный Правительством орган. Эта лицензия нужна для производства лекарств, обработки и продажи лекарственных трав, — аптечной деятельности, торговли лекарствами, ввоза и вывоза лекарств, торговли наркотическими средствами.

## Финансовый кризис и система здравоохранения
В рамках быстрой оценки воздействия глобального финансового кризиса, проводившейся ООН, в марте и апреле 2009 года было проведено исследование в стране. В результате было обнаружено, что люди, потерявшие работу или не получающие больше денежных переводов из других стран, испытывали трудности в получении доступа к медицинской помощи еще до того, как начался резкий экономический спад. 

Люди начинают заниматься самолечением— Элизабет Даниэлян глава странового бюро ВОЗ в Армении.
Люди либо ждут, что проблема со здоровьем пройдет сама по себе, либо, вместо того, чтобы обратиться за медицинской помощью, прибегают к домашним средствам.

## Продолжительность жизни в Армении
Армения является рекордсменом по продолжительности жизни в СНГ. Средняя продолжительность жизни в Армении составляет 74.2 года (во всех других странах СНГ продолжительность жизни ниже и составляет 70.8 лет в Азербайджане, 68.2 года в Узбекистане, 68.6 лет на Украине, 69.6 лет в Белоруссии, 67.2 года в России и т.д.)